# Рэндольф, Марк
Марк Бернес Рэндольф (англ. Mark Bernes Randolph; род. 29 апреля 1958 года, Чаппакуа, Нью-Йорк, США) — американский предприниматель, консультант и защитник окружающей среды. Является соучредителем и первым генеральным директором компании Netflix.

## Биография
Родился в еврейской семье, в Чаппакуа, Нью-Йорк. 

## Книги
- «That Will Never Work: The Birth of Netflix and the Amazing Life of an Idea».

## Компании
- Netflix (https://www.netflix.com/ua-ru/)
- Looker (https://looker.com/)